# Jean Van Steen
Jean Van Steen (ur. 2 czerwca 1929 w Willebroek, zm. 28 lutego 2013) – belgijski piłkarz grający na pozycji pomocnika. W swojej karierze rozegrał 5 meczów w reprezentacji Belgii i strzelił w nich 1 gola.

## Kariera klubowa
Swoją karierę piłkarską Van Steen rozpoczął w klubie KVC Willebroek-Meerhof. W jego barwach zadebiutował w sezonie 1949/1950. W 1950 roku odszedł do Anderlechtu. W sezonach 1950/1951, 1953/1954 i 1954/1955 wywalczył z Anderlechtem trzy tytuły mistrza Belgii. W 1955 roku wrócił do KVC Willebroek-Meerhof, w którym zakończył karierę piłkarską.

## Kariera reprezentacyjna
W reprezentacji Belgii Van Steen zadebiutował 25 listopada 1951 roku w wygranym 7:6 towarzyskim meczu z Holandią, rozegranym w Antwerpii. W debiucie zdobył gola. W 1954 roku został powołany do kadry na mistrzostwa świata w Szwajcarii. Na tym turnieju był rezerwowym i nie rozegrał żadnego spotkania. Od 1951 do 1954 roku rozegrał w kadrze narodowej 5 meczów i strzelił 1 gola.
| Mecze i gole w reprezentacji | Mecze i gole w reprezentacji | Mecze i gole w reprezentacji | Mecze i gole w reprezentacji | Mecze i gole w reprezentacji | Mecze i gole w reprezentacji | Mecze i gole w reprezentacji |
| #                            | Data                         | Stadion                      | Rywal                        | Wynik                        | Gol                          | Rozgrywki                    |
| 1951                         | 1951                         | 1951                         | 1951                         | 1951                         | 1951                         | 1951                         |
| ---------------------------- | ---------------------------- | ---------------------------- | ---------------------------- | ---------------------------- | ---------------------------- | ---------------------------- |
| 1.                           | 25.11.1951                   | Rotterdam, Holandia          | Holandia                     | 7:6                          | 1                            | towarzyski                   |
| 1952                         |                              |                              |                              |                              |                              |                              |
| 2.                           | 23.03.1952                   | Wiedeń, Austria              | Austria                      | 0:2                          | 0                            | towarzyski                   |
| 1954                         |                              |                              |                              |                              |                              |                              |
| 3.                           | 14.03.1954                   | Bruksela, Belgia             | Portugalia                   | 0:0                          | 0                            | towarzyski                   |
| 4.                           | 09.05.1954                   | Zagrzeb, Jugosławia          | Jugosławia                   | 2:0                          | 0                            | towarzyski                   |
| 5.                           | 30.05.1954                   | Bruksela, Belgia             | Francja                      | 3:3                          | 0                            | towarzyski                   |